# Obryv
Obryv (Обрыв) è un film del 1983 diretto da Vladimir Jakovlevič Vengerov.

## Trama
Il film è basato sull'omonimo romanzo di Ivan Gončarov.